# صاروخ بركان
صاروخ بركان هو صاروخ ثقيل قصير المدى ينتجه ويستخدمه حزب الله. يمكنه حمل رأس متفجر يبلغ وزنه مابين 300 - 500 كلغم، ويراوح مدى اطلاقه ما بين 300 - 500 متر تقريباً. الصاروخ مصنوع من اصطوانة مليئة بالمتفجرات يتصل بها محرك صاروخي صغير، يحدث الرأس الحربي الكبير والثقيل حفره واضرار كبيرة مقارنه بالصواريخ الاخرى من المدى نفسه.

## تطويره
قام حزب الله بتطويره اثناء الحرب السورية بهدف تأمين التمهيد الناري الكثيف للجنود قبل المعارك ولتدمير مراكز ومواقع ودشم العدو. وتمكن من توسيع مدى الصاروخ الى 10 كلم.
عملية اطلاقه سهلة التنفيذ من خلال منصات منصوبة على شاحنات صغيرة واحيانا من مواقع اطلاق تحت الارض.
وبحسب التقديرات الاسرائيلية كان لدى حزب الله في لبنان خلال عام 2016 مئات صواريخ بركان. ويبلغ كلفة صناعة الصاروخ الواحد منها ما بين 300-400 دولار أمريكي.

## وصلات خارجية
- تقرير عن صاروخ بركان